# Lydellina anorbitalis
Lydellina anorbitalis är en tvåvingeart som beskrevs av Louis-Paul Mesnil 1970. Lydellina anorbitalis ingår i släktet Lydellina och familjen parasitflugor. Inga underarter finns listade i Catalogue of Life.